# Mozárbez (kommunhuvudort)
Mozárbez är en kommunhuvudort i Spanien. Den ligger i provinsen Provincia de Salamanca och regionen Kastilien och Leon, i den centrala delen av landet, 170 km väster om huvudstaden Madrid. Mozárbez ligger 877 meter över havet och antalet invånare är 400.
Terrängen runt Mozárbez är lite kuperad, och sluttar norrut. Runt Mozárbez är det glesbefolkat, med 15 invånare per kvadratkilometer. Närmaste större samhälle är Salamanca, 12,5 km norr om Mozárbez. Trakten runt Mozárbez består till största delen av jordbruksmark.